# Filio ni doma
‎Filio ni doma je roman izpod peresa avtorice Berte Bojetu iz leta 1990.

## Vsebina
Roman je razdeljen na tri dele in vsak od njih pripoveduje zgodbo enega od glavnih junakov, in sicer Helene Brass, njene vnukinje Filio in Urija. Vendar pa so vse tri zgodbe neločljivo povezane, tako da po prebranem v glavi sestavimo celotno zgodbo.
Zgodba se odvija na otoku, ki ni imenovan, kar ustvarja občutek tega, da bi bilo to lahko tukaj in sedaj. Le po imenih nekaterih oseb (Mare, Kate, Lukrija itd.) si lahko zamislimo dalmatinski otok, na kar so namigovali že literarni zgodovinarji, in sicer naj bi šlo za Mljet. Otok je avtorica dobro poznala in naj bi tam dobila idejo za prizorišče dogajanja v svojem romanu, saj je bil otok v času Rimljanov kazenska kolonija.
Na tem otoku se po brodolomu znajdejo 42-letna Helena Brass, njena vseskozi neimenovana hči in pa deček, ki ga Helena poimenuje Uri. Helena se na novem območju spoznava z življenjem ter nenavadnimi in krutimi pravili otoka. Ženske in moški so namreč ločeni, prve živijo v Gornjem mestu, slednji pa v Spodnjem in vsi so zadolženi za svoje naloge. Prebivalke so oblečene v nošo, perejo oblačila, skrbijo za hrano in otroke, moški pa delajo v vinogradih, ribarnici, lovijo ribe. Že takoj se nam pokaže podrejeni položaj žensk, saj nimajo pravic odločanja, med sabo se ne družijo kot v »normalnih« družbah, prihaja celo do mučenja in krutega kaznovanja neposlušnih žensk (sodomistično posiljevanje). Poleg vsega pa so prikazane kot nekakšne »maternice« za rojevanja otrok, saj moški večer za večer prihajajo k njim, še bolj kruto pa je to, da k vsaki izmed njih vsakič pride drug moški (za te nočne obiske načrtno skrbijo). Tako je poskrbljeno za reprodukcijo, vse je določeno, tudi nasilna prekinitev nosečnosti je dovoljena. Hčerke lahko ostanejo pri materah in jih doleti enaka usoda kot vse ženske, fantke pa od osmega leta dalje vzamejo in odpeljejo v Spodnje mesto, kjer jih pripravljajo na njihove življenjsko naloge in delo. Vse to pa v prid »normalnemu« delovanju otoka, katerega lastnik je človek s celine. Njegove ukaze izvršuje Poveljnik otoka.
Helena se kot oseba, ki ni od tukaj, težko privaja na novo življenje, na pravila, ki ji kratijo svobodo in jemljejo dostojanstvo. Vendar poskuša stvari spremeniti na bolje, saj ženske pripravi do tega, da skupaj očistijo svoje hiše, odprejo pralnico in celo šolo. Vse to pa vodi v kazni, ki jih mora prestati, vendar pa ima zaščito pri Poveljniku, ki je njen ljubimec. Njena hči rodi Filio, a se ne zmeni zanjo, zato skrb prevzame Helena. Prav tako pa vzgaja Urija, ki ga nato odpeljejo v Spodnje mesto in vzgajajo za novega upravnika otoka, to pa se rahločutnemu dečku upira, saj vidi krute stvari, ki se dogajajo v njegovi bližini. Edina njegova svetla točka je Filio, zaradi katere vztraja in ki jo takrat, ko »napoči« njen čas (spolna zrelost) tudi obiskuje ponoči. Čeprav ona ne ve, kdo je on, razvije čustva do njega in se ukloni življenju na otoku. Vendar zanosi,  nosečnost pa ji nasilno odpravijo, zato se odloči in zbeži na celino. Uri ostane sam in se nekaj časa potem, ko postane upravitelj, tudi on odpravi za njo. Filio zaživi življenje na celini, postane slikarka, prireja razstave, tam se tudi sreča z Urijem. Na otok se vrne, ko je Helena bolna in jo po njeni smrti pokoplje. Takrat je tudi dovolj močna, da se upre preteklemu življenju in spominom. Pa tudi otok ter pravila na njem se spreminjajo in vse več ljudi ga zapušča.